# Mandevilla vasquezii
Mandevilla vasquezii är en oleanderväxtart som beskrevs av J.F.Morales. Mandevilla vasquezii ingår i släktet Mandevilla och familjen oleanderväxter. Inga underarter finns listade i Catalogue of Life.